# 蕭中 (明朝)
蕭中（？—？），號問玄，湖廣荆州府江陵縣人，明朝政治人物。

## 生平
天啓四年（1624年）甲子科湖廣鄉試第五十七名舉人，崇禎十年（1637年），登丁丑科會試第一百二十四名，廷試三甲第一百三十名进士。都察院观政，十一年二月授江西建昌府推官，十三年考察，十七年補雷州府推官。

## 家族
曾祖萧纪，儒隐；祖父萧廷诰；父萧应元，廪生。